# Oxychloe haumaniana
Oxychloe haumaniana là một loài thực vật có hoa trong họ Juncaceae. Loài này được (Barros) Barros mô tả khoa học đầu tiên năm 1953.